# Bataille de Lugalo
Guerre germano-hehe
La bataille de Lugalo est livrée les 17 et 18 août 1891 dans l’actuelle Tanzanie, entre les troupes coloniales allemandes et des guerriers Hehe de l’ancien sultanat du Tanganyika.
À l'aube du 17 août, les 280 hommes du commander Emil von Zelewski, surnommé le "marteau", qu'accompagnent de nombreux porteurs, sont assaillis par 3 000 guerriers Hehe emmenés par le chef Mkwawa Mwamyinga. Zelewski est tué et sa colonne anéantie.
Le chef de l'arrière-garde allemande, Tettenborn, réussit à rallier les quelques survivants et à organiser une défense qui repousse pendant toute une journée et une nuit les guerriers victorieux.
Le lendemain, ces derniers incendient le champ de bataille pour couvrir leur retraite et s'en vont avec un butin considérable: 300 fusils, 3 canons et la plupart des vivres de la troupe allemande. Près de 200 askaris, 10 officiers et sous-officiers allemands ainsi que 96 porteurs africains sont tombés lors de cette bataille.